# Marina Wilke
Marina Wilke (* 28. Februar 1958 in Berlin) ist eine ehemalige deutsche Ruderin.
Marina Wilke startete für den SC Berlin-Grünau und wurde von Klaus-Dieter Bähr trainiert. Wilke konnte sich zwischen 1975 und 1980 mit ihren Booten abgesehen von 1979, wo sie mit ihrem Boot bei den DDR-Meisterschaften nur Zweite wurde, immer für die Großereignisse des Jahres qualifizieren. 1975 wurde der Ruder-Achter der DDR mit Wilke als Steuerfrau Weltmeister. Ein Jahr später konnte sie in Montreal bei den Olympischen Spielen mit dem Achter den Olympiasieg feiern. 1977 trat sie bei den Weltmeisterschaften im Vierer mit Steuerfrau an und gewann den Titel. 1978 trat sie wieder im Achter an und wurde Vizeweltmeisterin. Bei den Olympischen Sommerspielen 1980 von Moskau gewann sie mit dem Achter ihr zweites Olympiagold.
Wilke heiratete den Ruderolympiasieger Harald Jährling und ging mit diesem nach Australien, als er 1991 Sportdirektor des dortigen Ruderverbandes wurde. Nach ihrer Scheidung kehrte sie nach Deutschland zurück. 1976 und 1980 wurde sie mit dem Vaterländischen Verdienstorden in Silber ausgezeichnet.